# Zizik (ort i Azerbajdzjan)
Zizik är en ort i Azerbajdzjan. Den ligger i distriktet Quba Rayonu, i den nordöstra delen av landet, 160 km nordväst om huvudstaden Baku. Zizik ligger 467 meter över havet och antalet invånare är 1 522.
Terrängen runt Zizik är platt åt nordost, men åt sydväst är den kuperad. Runt Zizik är det ganska glesbefolkat, med 48 invånare per kvadratkilometer.. Närmaste större samhälle är Quba, 6,2 km sydväst om Zizik. 
Trakten runt Zizik består till största delen av jordbruksmark.